# Santo Cristo de Orense
El Santo Cristo de Orense es una talla de la que se tiene constancia desde el siglo xiv. Está ubicada en la capilla homónima de la Catedral de Orense, en Galicia (España).
Sujeto de diversas leyendas, la talla se caracteriza por ser la escultura más famosa de la catedral, siendo la más visitada y venerada. Antiguamente era costumbre colocar jaulas de pájaros en su capilla durante la novena al Santo Cristo. Así mismo, en Semana Santa se emplea una réplica de menor tamaño de la imagen (custodiada en la Parroquia de San Pío X) para la procesión del Santo Entierro.

## Historia
La imagen, atribuida a Nicodemo, es muy característica además de sujeto de múltiples leyendas, afirmando el dicho popular que «tres cosas hay en Orense, que no las hay en España: el Santo Cristo, el Puente y las Burgas hirviendo el agua…». La talla fue trasladada a Orense por Don Vasco Pérez Mariño, obispo de la ciudad, desde su Finisterre natal en el siglo xiv, siendo colocada en el altar de la Santa Cruz, situado en el brazo norte del crucero de la catedral, a la derecha de la entrada, lugar ocupado a día de hoy por el altar de la Virgen del Pilar y Santiago, desde donde se trasladó la talla a su emplazamiento actual en 1573, siendo obispo por aquel entonces Don Fernando Tricio de Arenzana. El traslado de la imagen tuvo lugar el 8 de abril a las nueve de la noche y a puerta cerrada, estando presentes únicamente el obispo y el cabildo.
En lo que respecta a la capilla, separada del brazo norte del crucero por una artística reja de Juan Bautista Celma elaborada en 1606 la cual ostenta el escudo del obispo Don Pedro González de Acebedo, ésta fue construida en la antigua sacristía de la catedral por Juan de Herrera, quien la finalizó en 1527, siendo alargada de 1674 a 1685 por Pedro de Arén, quien ejecutó el trabajo por 200 ducados, siendo un año el plazo inicial de duración de las obras. Una vez terminada la cúpula bajo la cual se debía situar al Santo Cristo, se procedió a la elaboración del altar, poniéndose el cabildo en contacto con Domingo Antonio de Andrade, maestro acreditado en escultura y arquitectura quien ya había intervenido en la construcción del baldaquino del apóstol Santiago y se encontraba finalizando por aquel entonces la Torre del Reloj de la Catedral de Santiago de Compostela.
La obra de Andrade fue continuada por Francisco de Castro Canseco, quien contrató con el cabildo la construcción de la cúpula de media naranja que se halla coronando el tabernáculo ubicado en el cuerpo y techo de la capilla así como los altares colaterales del arco de entrada, los cuales fueron prolongados con un segundo cuerpo en el que se situaron cuadros en relieve referentes a los Desposorios de la Virgen y la Asunción.

## Leyenda
La leyenda afirma que la imagen del Santo Cristo fue esculpida por Nicodemo, testigo directo de la Pasión de Cristo, quien supuestamente elaboró también las tallas ubicadas en Finisterre y Burgos, ambas de similares características. Según la tradición, un barco holandés o inglés se vio rodeado por una tempestad al pasar por las costas de Finisterre la cual estuvo a punto de hundir la nave. Con el fin de liberar peso, los tripulantes arrojaron por la borda varios objetos, entre ellos una caja que albergaba la talla del Santo Cristo. Cuando la imagen alcanzó el agua, la tormenta cesó al instante, siendo esto interpretado como un presagio de que el santo deseaba pasar el resto de su existencia en ese lugar. Se afirma que arribó a la playa de Cabanas, a los pies del Cabo de Finisterre, justo sobre la losa que antaño había sido el Ara Solis y que Santiago Apóstol había destruido y arrojado monte abajo. Sobre esa misma losa, San Guillermo de Finisterre derramó vino tinto, quedando en ella marcas indelebles que aún pueden observarse en la actualidad.
Varias versiones populares consideran que la talla original fue llevada a Orense por el obispo Pérez Mariño, por lo que el Santo Cristo custodiado en Finisterre sería una réplica, si bien otras versiones populares sostienen que el obispo realizó en Orense una copia del Santo Cristo de Finisterre, no logrando los expertos ponerse de acuerdo sobre qué versión es la auténtica.

## Descripción

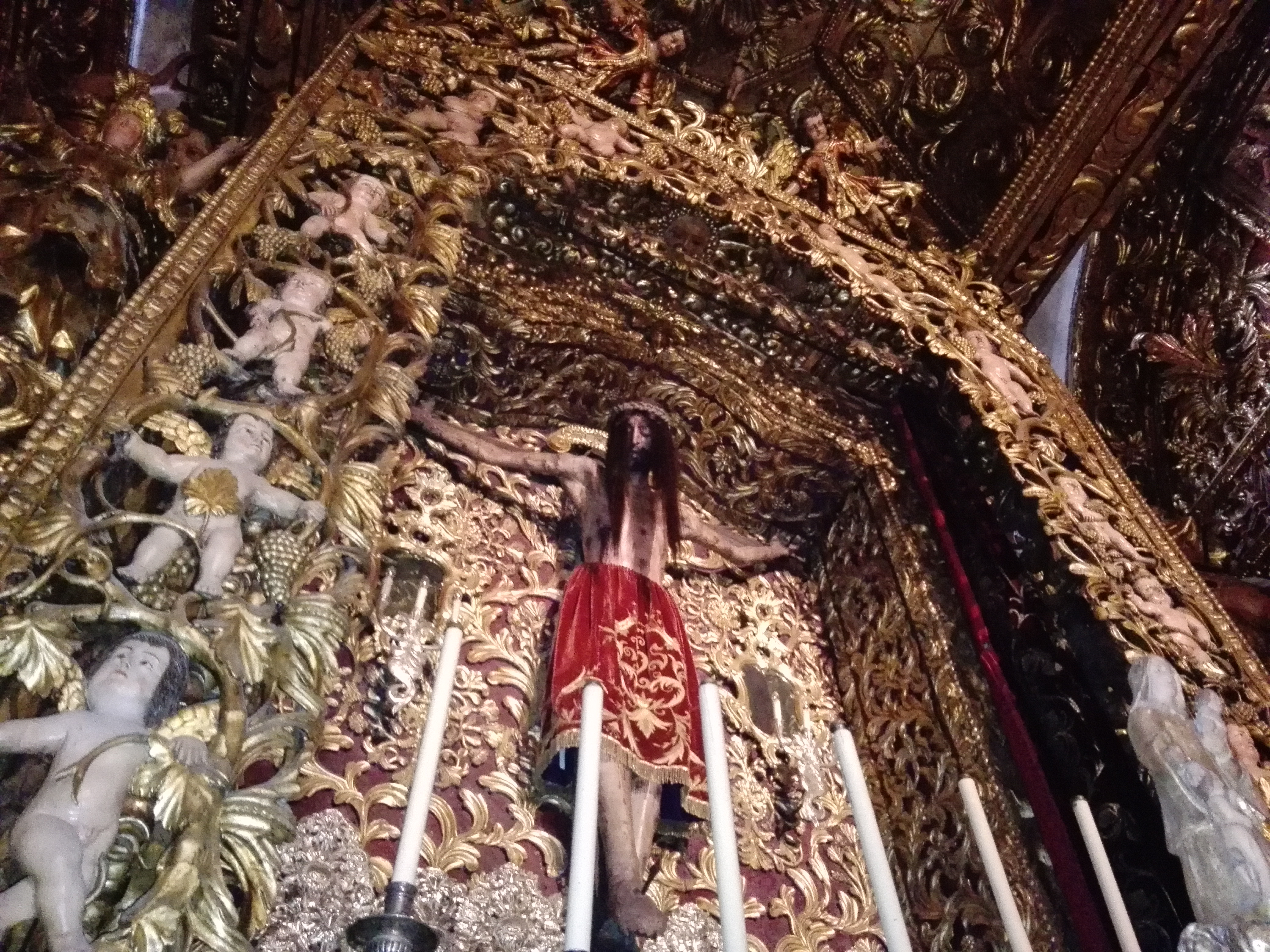
Talla del Santo Cristo y baldaquino.

El Santo Cristo, de dos metros de altura y estilo gótico, posee un gran realismo. La talla, con una boca profundamente abierta, luce dientes, uñas, barba, bigote y cabello natural, circulando por la ciudad la famosa leyenda de que le crece el pelo, lo que a su vez le ha otorgado en gran parte la fama de la que goza en la actualidad, existiendo una leyenda menos conocida la cual sostenía que la talla era un cadáver momificado. Uno de los relatos que aseguraba la leyenda de que a la figura la crecía el cabello era el que afirmaba que un barbero acudía cada cierto tiempo a la catedral para cortarle el pelo y la barba, si bien también hay constancia de que la peluca de la estatua era cambiada con el paso del tiempo cuando la misma se deterioraba. En lo que respecta al cuerpo de la talla, la herida del costado es considerablemente profunda y por la totalidad del tronco aparecen multitud de llagas y verdugones que contribuyen a dotar a la escultura de una apariencia humana, estando la misma realizada en madera y cubierta de piel y albergando en su interior, según el cronista Anselmo López Morais, «un trozo de la soga con la que habían atado a Cristo». Benito Fernández Alonso describe la imagen en los siguientes términos:

... están adheridas varias capas de tela de algunos centímetros de espesor, formando una aplicación mullida á que después han ajustado la tela encerada que semeja la piel, sobre la cual están dibujadas las facciones humanas, ronchas, cardenales, verdugones y todas las huellas de la crucifixión. La negra túnica de seda que baja desde las caderas hasta cerca del tobillo no permite descubrir el relleno de telas que, ceñidas por una faja, constituyen el espacio que media desde el tronco á las piernas, las cuales hállanse colgadas materialmente del relleno; y tanto es así que, reconociéndole un poco las piernas y los brazos, se mueven y oscilan con facilidad. El mullido del cuerpo, con sólo la presión del dedo, se hunde levemente como de carne; y así, por lo ya expresado como por el movimiento y disposición de la efigie, créese de aspecto verdaderamente humano. El pelo y la barba son naturales, brotando al parecer, como si en efecto saliesen á través de la epidermis humana. Parece ser obra de Nicodemus.

En lo que respecta al baldaquino donde se halla la escultura, circundado por pequeños querubines, cuatro ángeles de gran tamaño, ubicados sobre cuatro columnas salomónicas de más de cinco metros de altura decoradas con hojas de vid, racimos y pámpanos, se apoyan sosteniendo un arquitrabe con una mano sobre la cadera y sujetando la cornisa de la estructura con la otra. Las gradas se encuentran adornadas con un juego de altar de plata y una serie de ramilletes de plata repujada adquiridos en Salamanca en 1747, mientras que en el fondo, a ambos lados de la imagen del Santo Cristo, hay dos pequeñas cornucopias de estilo rococó con espejos y soportes para colocar tres luces.
Por su parte, el sagrario, obra de Castro Canseco, posee pequeñas columnas salomónicas y dos alerones de talla con ángeles, mostrando en la puerta del mismo un relieve del Buen Pastor portando la oveja perdida sobre los hombros, destacando un centellero de plata de origen americano donado en 1690 por Pablo López Martínez a Sabucedo de Limia, su parroquia natal, y adquirido por 276 reales para la Capilla del Santo Cristo en 1728.

## Capilla del Santo Cristo

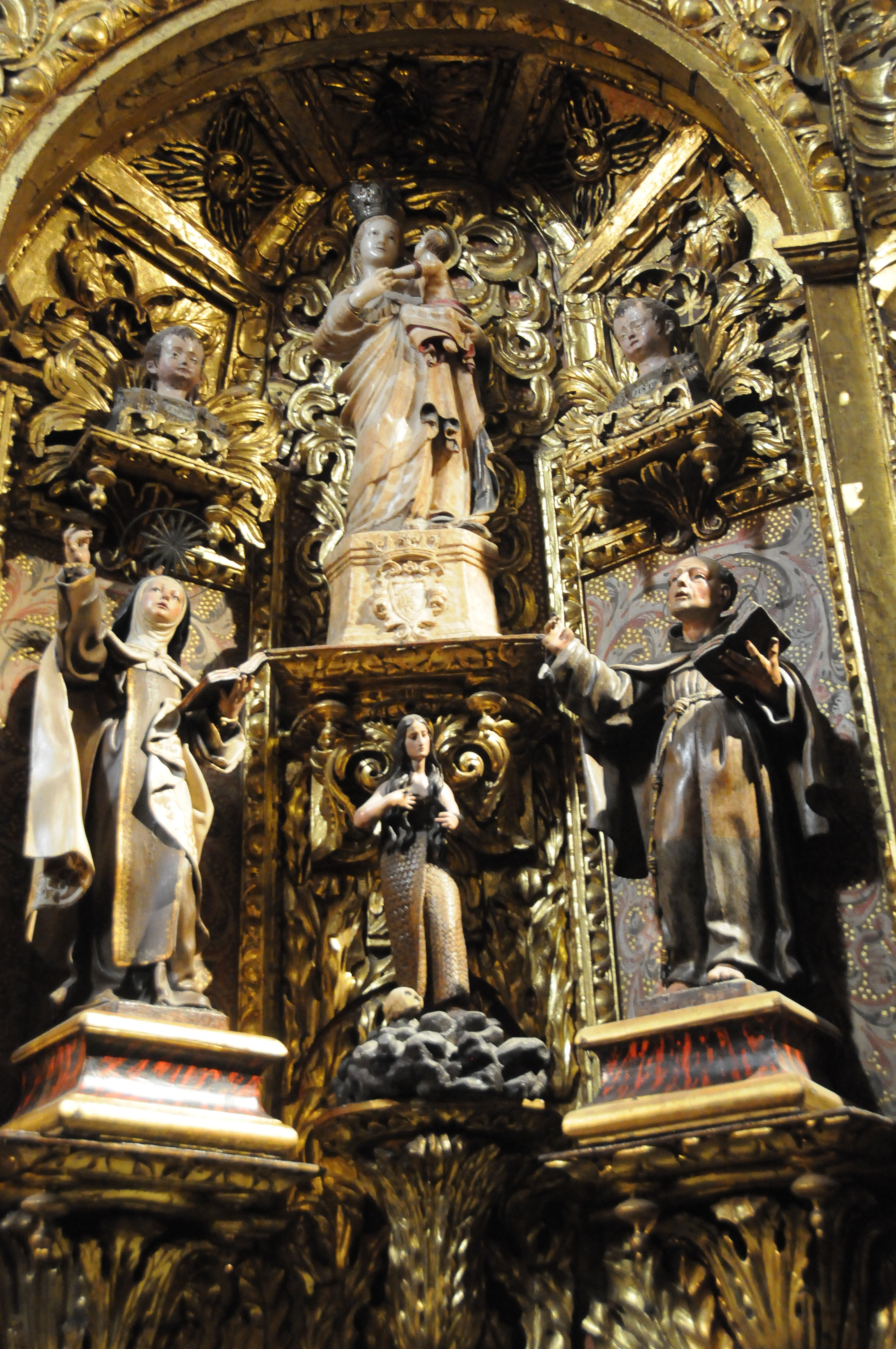
Nuestra Señora la Blanca (siglo xvi); San Justo y San Pastor; Santa Teresa y San Pedro de Alcántara (siglo xvii); y María Magdalena (siglo xviii).

El altar del Santo Cristo se encuentra flanqueado a su vez por otros dos altares. En el altar de la derecha se ubican las tallas de Nuestra Señora la Blanca (copia de alabastro del siglo xvi de la Virgen de Trápani), San Justo y San Pastor (falsos relicarios obsequio de Doña Mariana de Boán en el siglo xvii), Santa Teresa y San Pedro de Alcántara, ambas del siglo xvii, y María Magdalena, del siglo xviii, mientras que en el altar de la izquierda se ubican dos tallas de Santos Inocentes del siglo xviii, una imagen de San José y el Niño del siglo xvii, y las tallas de San Joaquín, Santa Ana y la Virgen María, estas tres de escuela vallisoletana realizadas en 1705 por Juan de Ávila. Destaca en el lado de la epístola una estatua de San Mauro de Francisco de Moure la cual constituye la obra maestra del escultor. Detrás del baldaquino del Santo Cristo figura un relieve de El Descendimiento y, a izquierda y derecha respectivamente, relieves de La Flagelación y La Oración en el Huerto. Encima de este último relieve se representa la escena de La Exaltación de la Santa Cruz, mientras que sobre el relieve de La Flagelación se halla la escena de La Invención de la Santa Cruz. Al fondo de la capilla, a la derecha del relieve de El Descendimiento, se halla una puerta la cual conduce mediante un pasadizo a la Capilla de Santa Isabel, cuya puerta de acceso al mismo está ubicada a la derecha del retablo de las Candelas.
Una de las tallas más destacadas es una escultura de medio cuerpo de la Dolorosa situada en una hornacina en la parte posterior del baldaquino, obra de Pedro de Ávila hacia 1700.: p. 288  La diadema de plata que luce la imagen es obra del orfebre José Alberto Gallego, realizada en 2005 con el fin de reemplazar a una diadema anterior la cual fue robada y constituía un regalo de una dama. En la parte superior se encuentra una imagen del Cristo del Perdón arrodillado sobre un mundo en el que figuran las imágenes de Adán y Eva en el Paraíso tentados por la serpiente, obra de Pedro de Ávila hacia 1708, hallándose detrás un lienzo anónimo del siglo xvii el cual muestra a Cristo con la cruz a cuestas.
En lo que respecta a la tribuna superior de la capilla, ésta presenta dos figuras. La de la izquierda muestra a una mujer situada entre un diablo que señala en dirección al suelo donde se halla un niño con la bola del mundo y un ángel que a su vez señala en dirección al cielo donde Cristo figura entre nubes. Por su parte, la de la derecha muestra a la misma mujer portando un rosario, al diablo encadenado y enrejado y al ángel que señala al Cristo entre nubes asistiendo a la mujer. La figura de la izquierda representa, por tanto, las tentaciones, personificadas en el diablo, y los placeres de la tierra, reflejados en el niño con el mundo, mientras que a la derecha se muestra el camino hacia el Cielo al tiempo que se rechazan los bienes terrenales. Destacan a su vez las imágenes en relieve de diez sibilas, las cuales se hallan enmarcadas en un encaje de follaje provisto de frutas en forma de racimos y una orla que rodea la escultura. En el ala izquierda de la tribuna figuran Pérsica, un ave con un letrero y en él la palabra «Bigilancia», Frigia, Herópoli, Tiburtina y Eritría, mientras que en el ala derecha aparecen representadas Samia, un ave con la leyenda «Silencio», Délfica, Lívica, Cumana y Helespóntica. Encima de la tribuna, directamente bajo el techo de la capilla, se hallan una serie de lienzos representativos de la Pasión, todos ellos obra de Manuel Peti Vander, a excepción de La cena de Emaús, cuadro de 2011 obra de Manuel Vidal González.
En la capilla se encuentra también parte del coro que en 1937 se retiró de la nave central de la catedral, cuyos autores son el imaginero Juan de Angés el Mozo y el entallador Diego de Solís, con quienes el obispo Juan de San Clemente acordó la obra en 1580, concluyendo la misma en 1590. En la parte superior se hallan los respaldos de la antigua sillería baja, con quince relieves en total (cuatro santos y once santas) y dieciséis adornos intercalados. Por su parte, en la zona inferior se ubican los que pertenecían a la sillería alta, constando de veintisiete figuras: veintiún santos, cuatro santas y dos virtudes (Fe y Esperanza), además de cuatro puertas de acceso a la tribuna y al exterior.
Por último, fuera de la capilla, a la derecha, se halla un lienzo de la Virgen del Pópulo en un marco dorado decorado a su vez con dos tallas de madera policromada de Santa Lucía y Santa Bárbara a izquierda y derecha respectivamente, mientras que a la izquierda se ubica el retablo de la Quinta Angustia, obra del Maestro de Sobrado hacia 1547. Por su parte, en el muro opuesto, directamente frente a la entrada de la capilla, se encuentra el sepulcro del obispo Pérez Mariño.

## Incendio
El 4 de julio de 1995 se produjo un incendio en la Capilla del Santo Cristo mientras se acometían labores de reparación, hallándose en aquel momento varios de los lienzos y esculturas barrocas en un taller en Zamora a la espera de ser restaurados. El fuego se originó en el acceso a la capilla al saltar varias chispas las cuales prendieron en el plástico empleado por los restauradores, quienes habían cubierto el suelo y la reja de entrada con dicho material. El entonces fabriquero de la catedral, Luis Ramos, sostuvo que el desastre se había producido por culpa del cableado de la maquinaria empleada por los restauradores, quienes a su vez afirmaron que el fuego se había originado a consecuencia de la defectuosa instalación eléctrica de la catedral. El disolvente empleado en los trabajos de reparación provocó la rápida expansión de las llamas, las cuales duraron aproximadamente veinte minutos. Uno de los restauradores, quien sufrió quemaduras en rostro y brazos, cogió un extintor y logró sofocar las llamas antes de que provocasen daños mayores. El fuego alcanzó una talla de San Pablo, afectó al coro y provocó que varias de las tallas de la capilla quedasen ennegrecidas, salvándose únicamente aquellos retablos que estaban tapados en el momento del incidente.

## Galería de imágenes

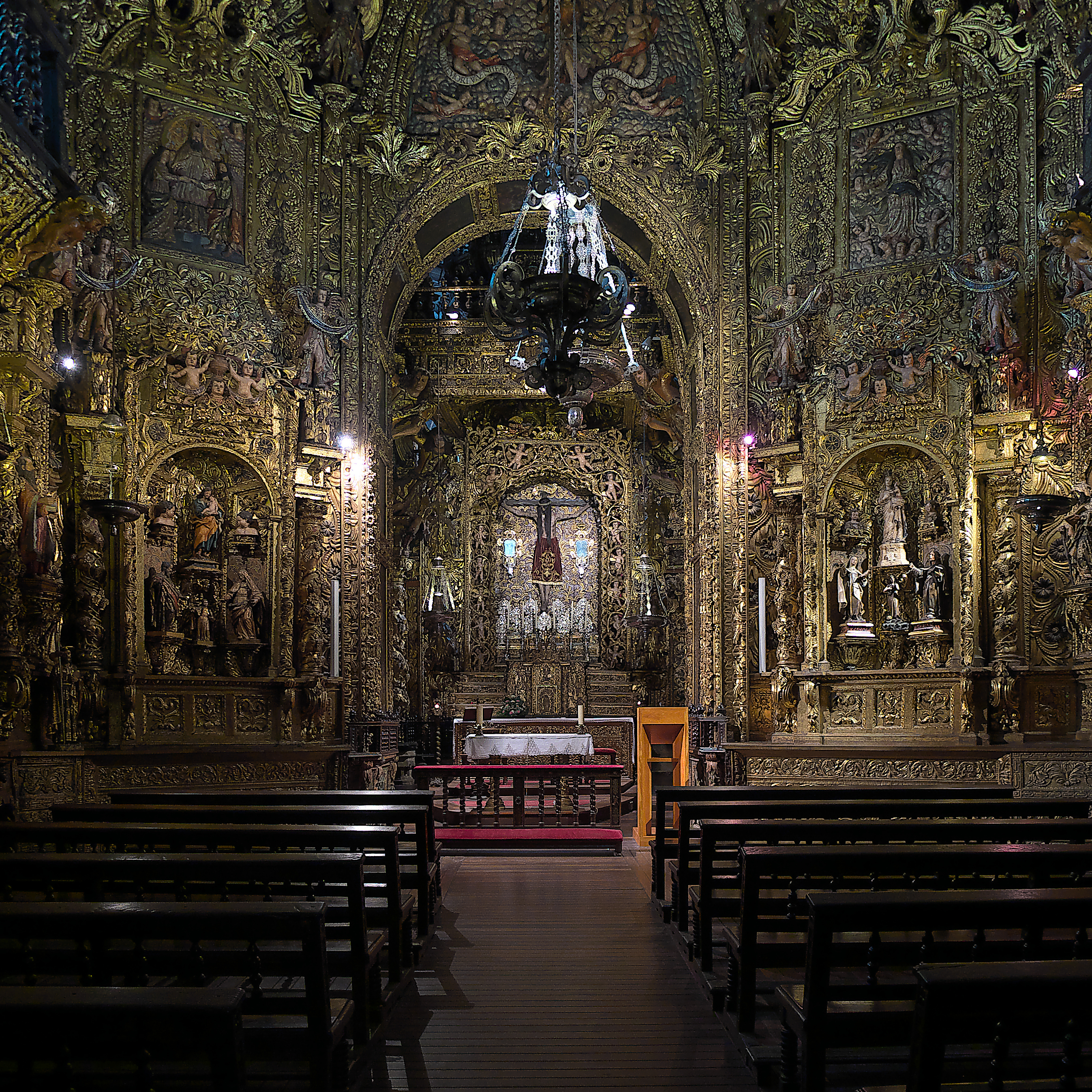
Capilla y altar del Santo Cristo.
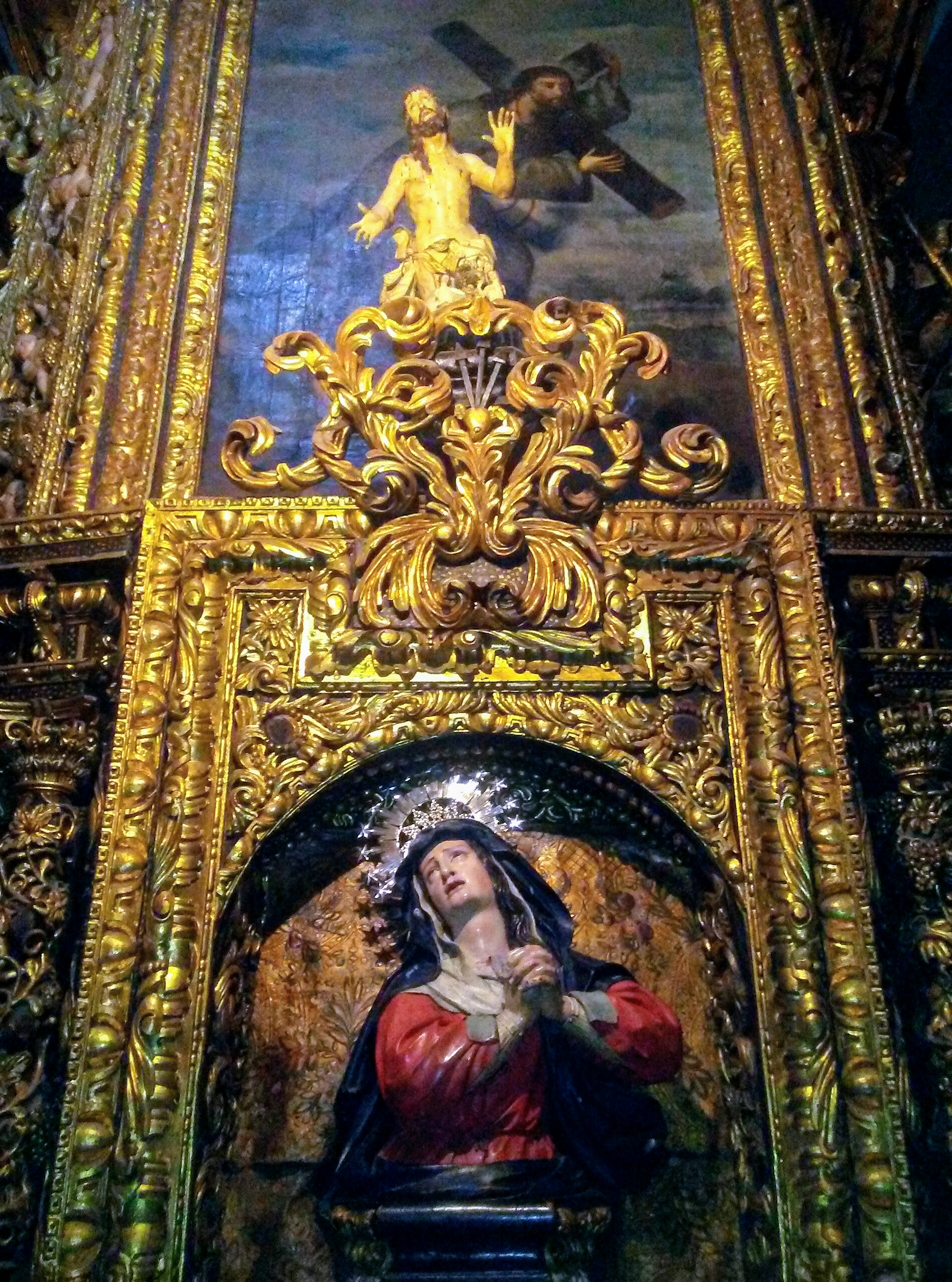
Trasaltar del Santo Cristo.
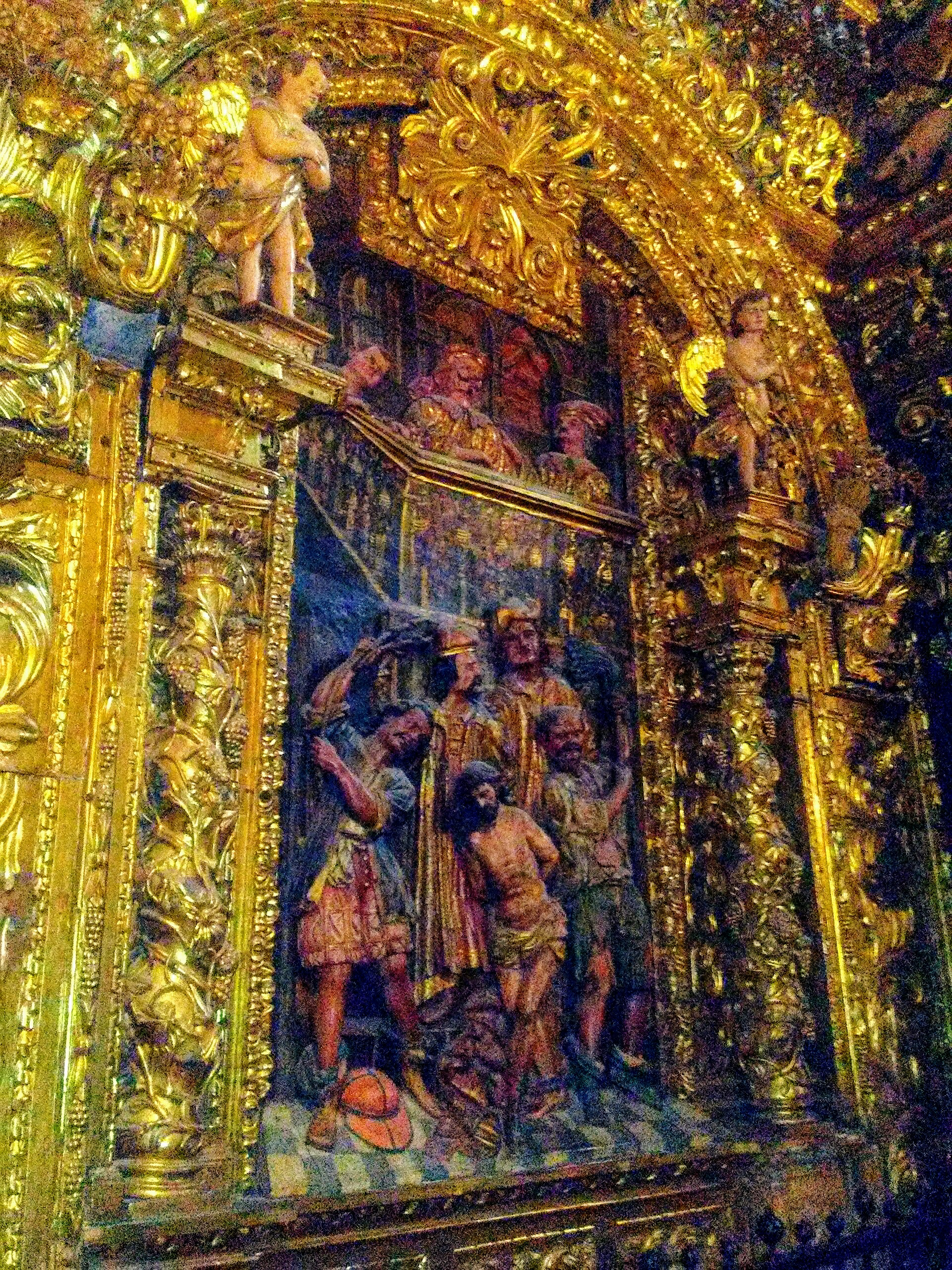
Relieve de La Flagelación.
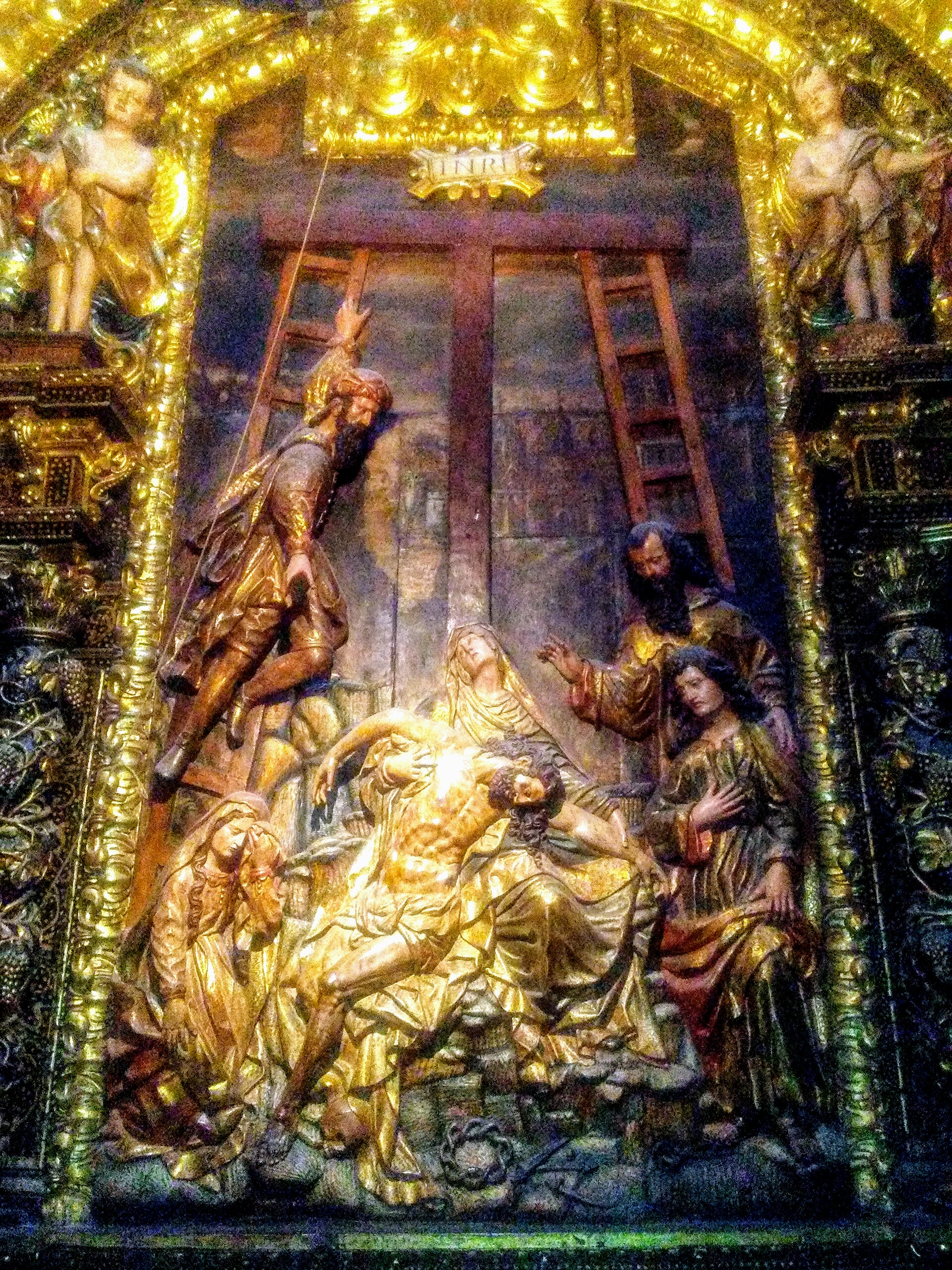
Relieve de El Descendimiento.
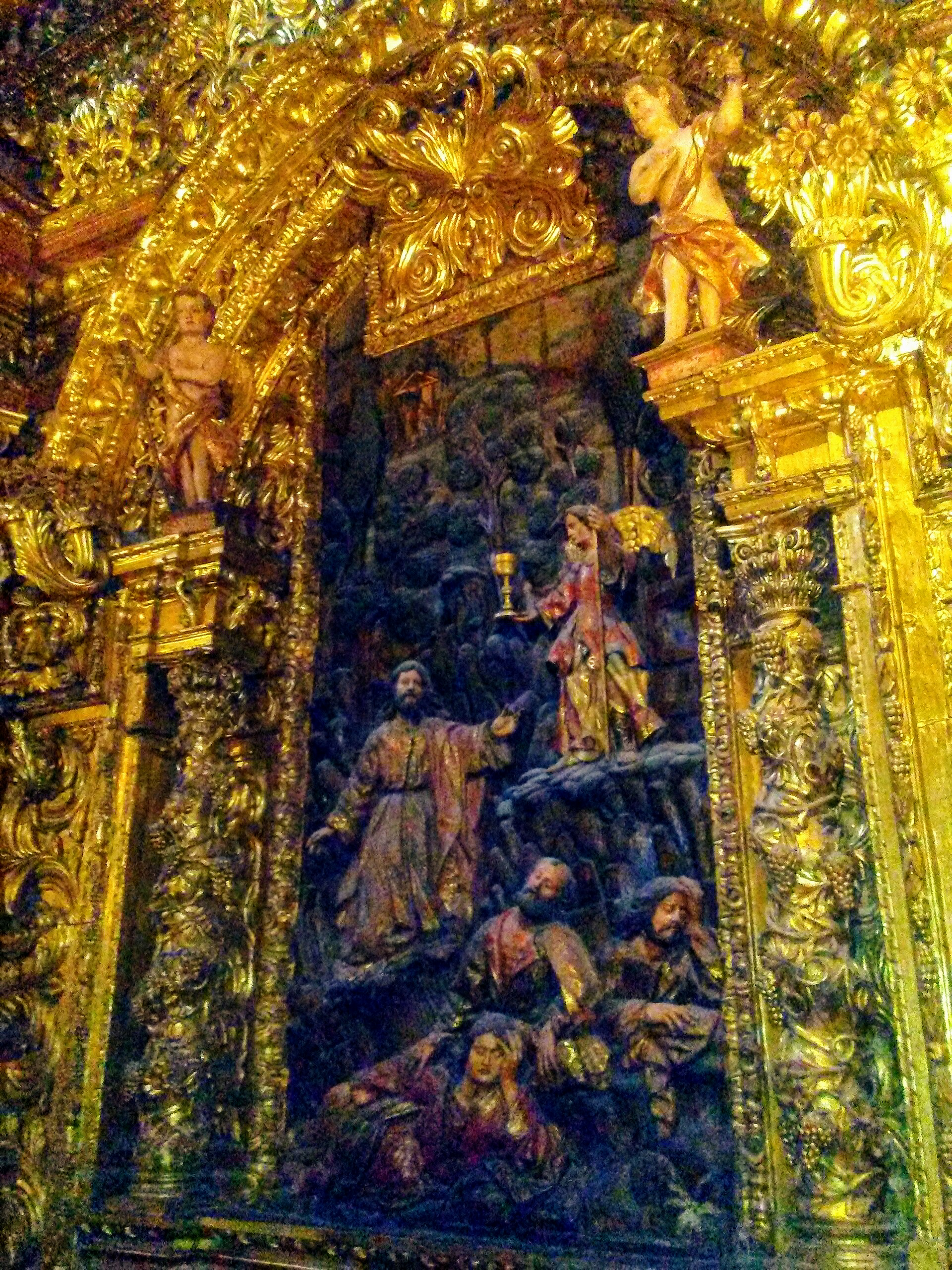
Relieve de La Oración en el Huerto.
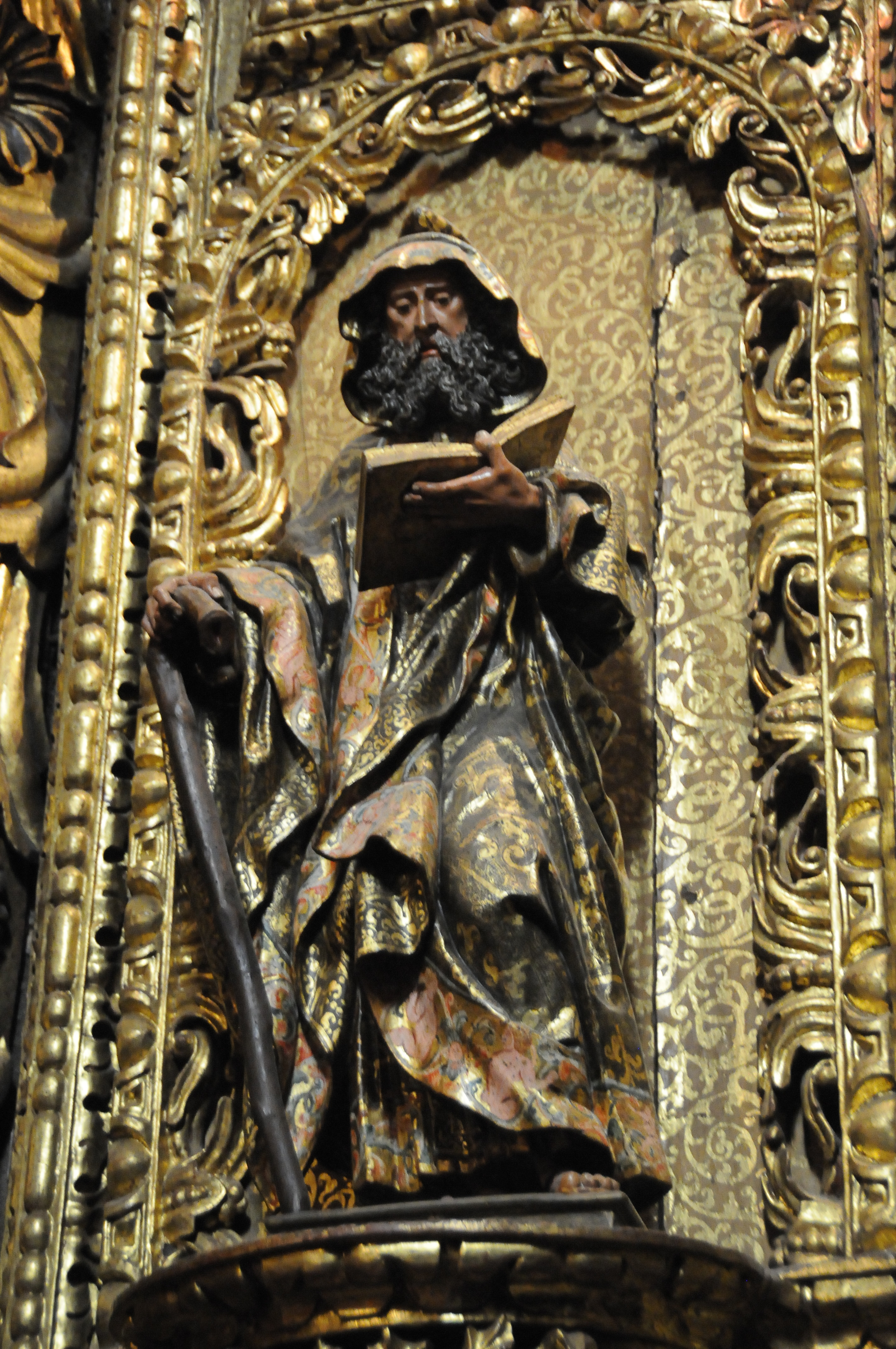
Talla de San Mauro.
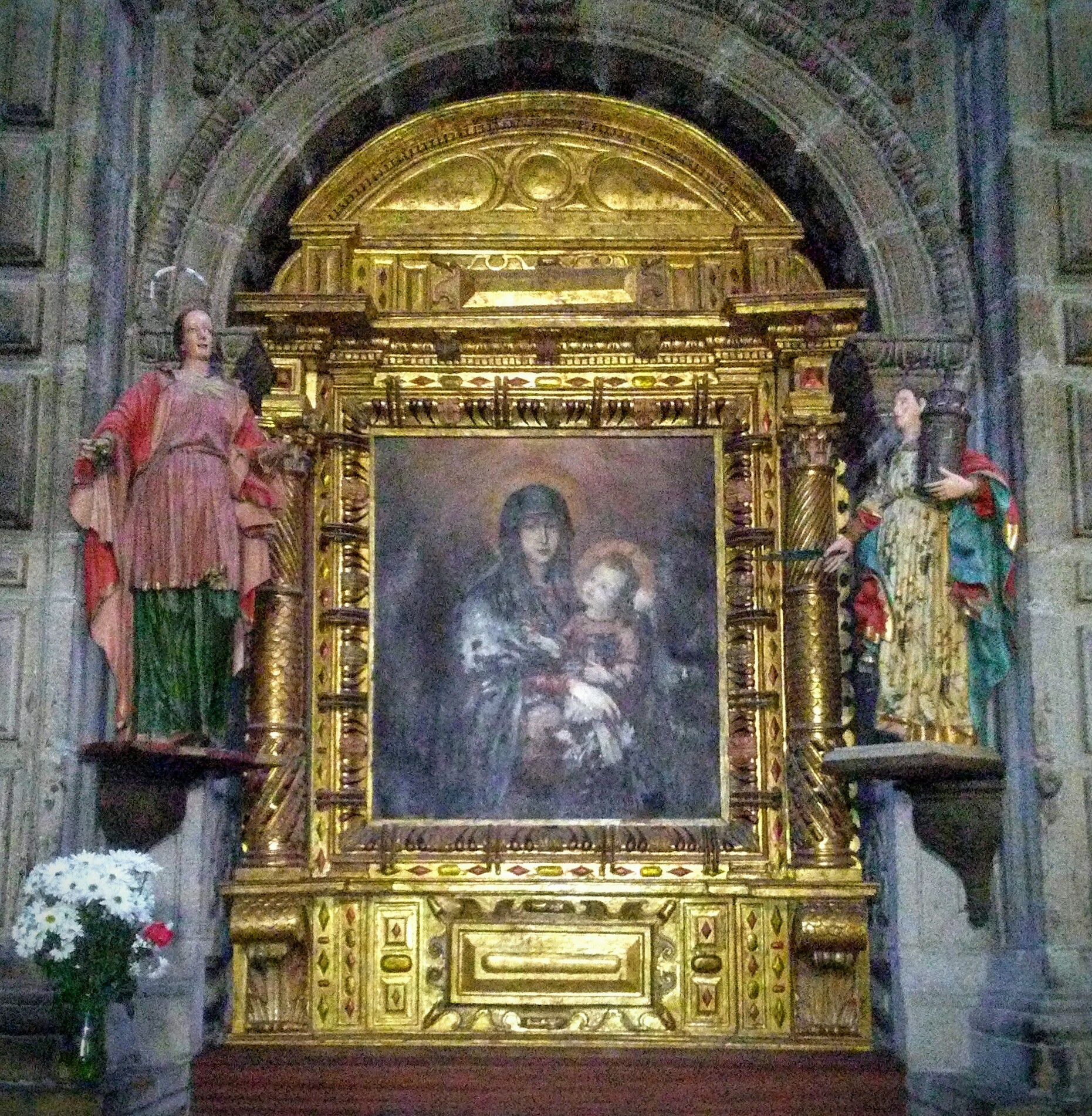
Cuadro de la Virgen del Pópulo y tallas de Santa Lucía y Santa Bárbara.
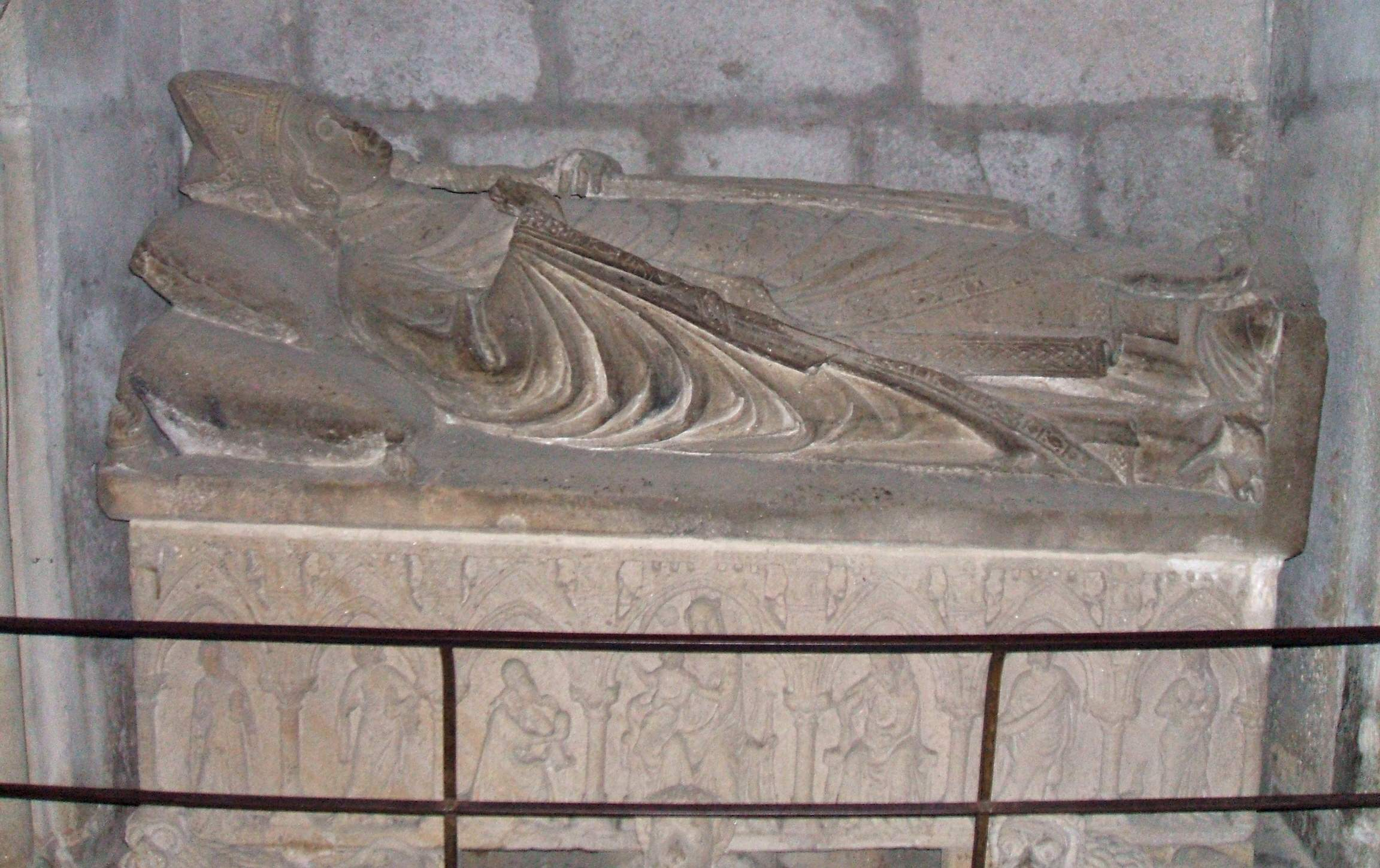
Sepulcro de Don Vasco Pérez Mariño.